# Вулиця Брюховицька
Ву́лиця Брюхо́вицька — вулиця у Шевченківському районі міста Львова, в місцевості Кам'янка (мікрорайон Рясне). Починається від вулиці Шевченка, 226, і закінчується при залізничному переїзді, що неподалік селища Брюховичі. 
Прилучаються вулиці Чикаленка, Фещенка-Чопівського, Біберовича, Ряснянська, Лукасевича, Річицька, Генерала Алмазова, Павлокомська, Генерала Микитки, Динівська, Любачівська, Малковицька, Сотника Панаса, Чесанівська, Прилбицька, Смолича, Тараса Трясила, Юрія Яновського, Дубовицька. 

## Історія та забудова

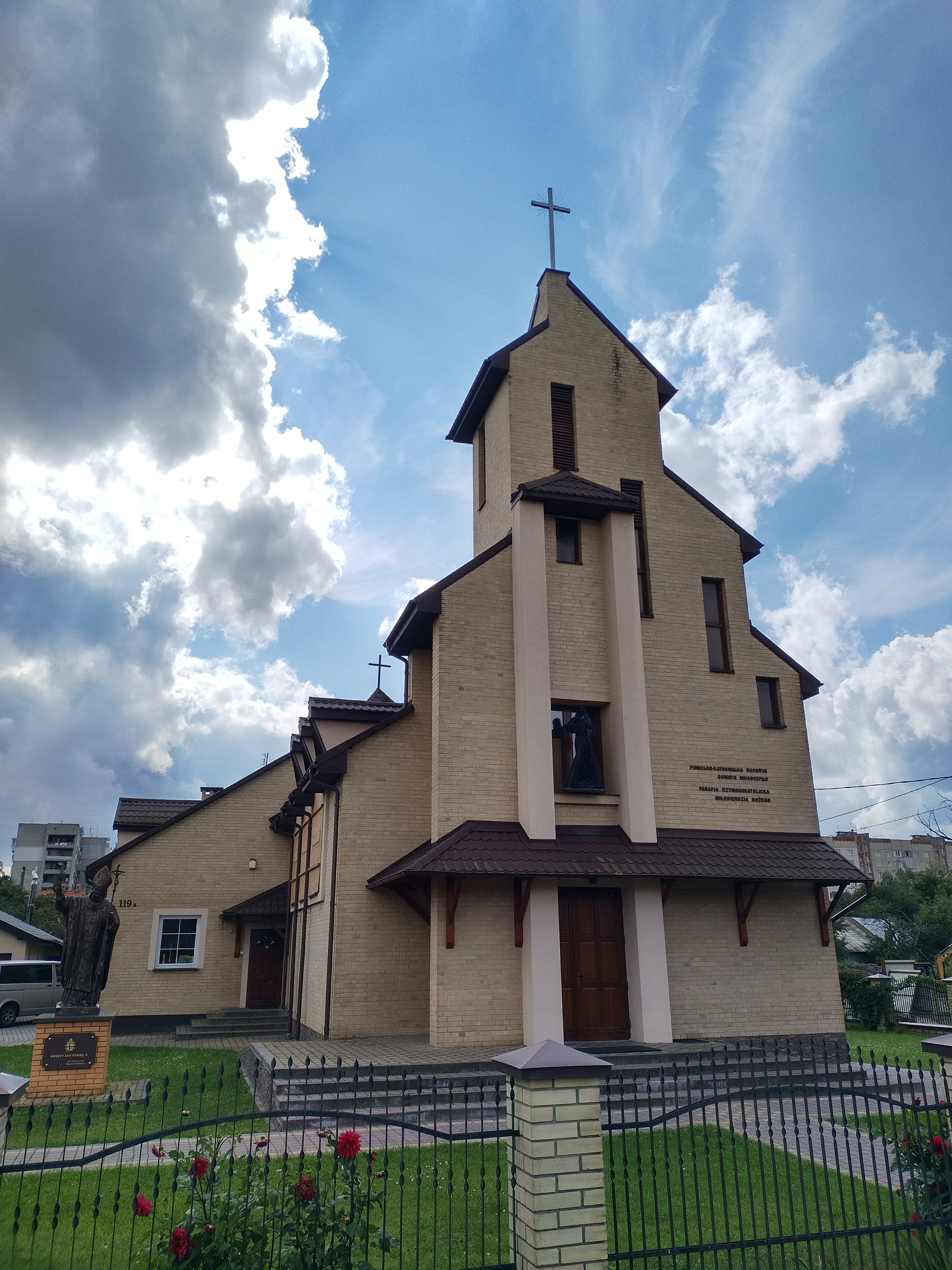
Костел Божого Милосердя

Шлях між Рясною Польською та Брюховичами існував ще до XIV столітті. У міжвоєнний період сучасна вулиця Брюховицька була центральною вулицею села Рясне Польське. Свою першу назву — вулиця Леніна, на честь радянського політичного та державного діяча, лідера більшовиків Володимира Леніна, отримала після першого приходу радянської влади у 1939—1940 роках, у складі села Рясне Польське. Нинішня назва — вул. Брюховицька, від 1958 року, походить від шляху, що прямує до сусіднього селища Брюховичі. Поруч із вулицею розташовані зупинні пункти Львівської дирекції Львівської залізниці Рясна та Батарівка.
На вулиці розташований Львівський фанерний завод (№ 35), є станція технічного обслуговування автомобілів, а також навчально-виховний комплекс — школа-садок № 94. Під № 119а розташований римо-католицький костел Божого Милосердя, освячений 3 вересня 2005 року. Навпроти будинку № 131 зберігся пам'ятник Львівським орлятам — польським воякам, що загинули у війнах 1914—1920 років, встановлений у 1932 році (скульптор — Броніслав Солтис, архітектор — Вітольд Равський).

### Львівський фанерний завод
Колишній завод «Oikos», а нині — Львівський фанерний завод котрий, колись був промисловою гордістю місцевості Баторівка, розташований на сучасній вул. Брюховицькій, 35.
Корпуси заводу «Oikos» були збудовані на Баторівці за проєктом та безпосереднім керівництвом відомого львівського архітектора українського походження Михайла Маковича. У 1917 році новий завод, який займав площу близько 3000 м², розпочав свою роботу. Він входив до складу АТ «Oikos» разом з такими підприємствами як тартак в Сільці Беньковому (колишній Кам'янко-Бузький ЛПК), фабрика форнірів та клеєних плит у Пйотркуві, парова столярна фабрика на вул. Замарстинівській у Львові (нині — цех № 1 ДП «Фабрика по виготовленню і ремонту м'яких меблів ВАТ „Карпати“»).
Товариство «Oikos» виробляло свою продукцію в основному для експорту до Бельгії, Швеції, Чехословаччини, Великої Британії, Голландії, Греції, Іспанії, Португалії, Італії і навіть до країн Малої Азії. Продукція підприємства постійно конкурувала з аналогічними виробами підприємств Швеції, Італії та Голландії. Товариство постійно скуповувало найближчі земельні ділянки, що прилягали до заводу і вже до 1929 року виробнича площа зросла втричі.
Від 1939 року завод спеціалізувався на виготовленні віконних рам, дверей, а також виробництві різних будівельних матеріалів для потреб Львівського акціонерного товариства пивоварів та Львівської залізниці.
Завод «Oikos» був обладнаний, як на той час, сучасним німецьким устаткуванням — двома лущильними верстатами «Raute», стрічковими сушарками «Schilde» та клеїльним гідравлічним пресом «Tofan» та спеціалізувався на виробництві клеєної фанери сухим гарячим способом. Продукція була якісною та екологічно чистою, оскільки для її виготовлення використовувалися казеїнові та альбумідні клеї.
У міжвоєнний період завод дав високооплачувану роботу багатьом мешканцям села, переважно полякам, які керували виробничим процесом, а українці виконували переважно чорну роботу.
Після подій «золотого вересня» 1939 року та приєднання західноукраїнських земель до складу радянської України завод «Oikos» був націоналізований та перейменований на фанерний.
Під час німецької окупації 1941—1944 років завод був частково зруйнований, а у вцілілих цехах, в умовах війни, налагодили виготовлення продукції військового призначення, а саме деталей до німецьких літаків.
У квітні 1942 року членами підпільної прорадянської організації «Народна гвардія ім. Івана Франка» було вчинено диверсію на фанерному заводі — підпал одного з цехів підприємства. Після підпалу завод частково припинив свою роботу і лише у серпні 1944 року завод запрацював на повну потужність. На той момент на підприємстві працювало лише 31 особа, з яких 13 осіб — адміністрація, 14 осіб — робочий персонал, 4 особи — обслуговчий персонал.
Станом на 1 січня 1945 року на чисельність працівників значно зросла і сягнула цифри — 123 особи, з яких 103 особи — робочий персонал. Виробнича потужність заводу сягнула 800 м² клеєної фанери на рік.
У 1947 році фанерний завод отримав нову назву — Львівський фанерно-меблевий комбінат, а від 1948 року. розпочалися роботи з реконструкції підприємства. За час реконструкції була побудована центральна котельня, трансформаторна підстанція, лісопильний та вжитковий цехи. І вже наступного року виробничі потужності підприємства значно зросли, а обсяги виготовленої продукції сягали 15000 м³ клеєної фанери та 5000 м² столярної плити на рік.
У 1951—1956 роках завод мав назву — Львівський фанерний завод Головфанерпрому СРСР. У цей час споруджено під'їзну колію до території комбінату.
У 1956—1963 роках завод мав назву — Львівський фанерний завод імені М. С. Хрущова.
Від липня 1957 року завод був підпорядкований Управлінню деревообробної та лісової промисловості Львівської ради народного господарства.
Постановою Львівської ради народного господарства № 301 від 7 серпня 1963 року Львівському фанерному заводу був переданий Брюховицький деревообробний комбінат імені С. О. Леваневського і таким чином завод отримав статус виробничого об'єднання. Основною продукцією заводу були фанерна та столярна плити, меблі, вироби широкого вжитку та сувеніри.
1 січня 1968 року підприємство переведене на нову систему господарювання, а наступного року цехи заводу переведені на господарський розрахунок.
У 1970-х роках збільшилася кількість цехів та дільниць комбінату, а також збільшився асортимент продукції, яка виготовлялася на підприємстві.
Початок 1990-х роках. позначений економічною кризою на фанерному заводі і виготовлялися лише посилкові та тарові ящики й шатківниці.
У 1995 році працівники створюють ТзОВ «Львівфанпромторг», а за три роки товариство розділилося на п'ять дочірніх підприємств та у 2000 році і ці підприємства були на межі банкрутства.
Новим періодом в історії підприємства можна вважати розпочатим 5 червня 2000 року, коли підприємство, за підтримки меценатів, відновило свій повний робочий цикл. У 2001 році підприємство працювало у три зміни при загальній чисельності робочого персоналу — понад 300 осіб.
Нині фанерний завод має сучасне обладнання фінської фірми «Raute» — лінію обрізки та шліфування фанери, але використовується й досі радянський лущильний верстат ЛУ-17/4.